# Лутава (літописне місто)
Лутава — літописне місто, яке згадується в Іпатіївському літописі під 1155, 1159 та 1175 у зв'язку з мирними переговорами і снемом (з'їздом) чернігово-сіверських Ольговичів. Розташовувалося на південно-західному кордоні Чернігівського князівства. Зруйноване в середині XIII століття. Ототожнюється з городищем, залишки якого (дитинець міста) виявлені на узвишші (9–12 м) на закінченні мису (2×1 км), утвореному вигином русла ріки Десна (притока Дніпра) й руслом її невеликої притоки, що впадає в Десну й омиває мис з півдня, між селами Карпилівка (за 3 км від нього розташоване сучасне с. Лутава) і Короп'є Козелецького району Чернігівської області (це за 60 км на південний захід від м. Чернігів; близько 12 км на північ від м. Остер). Городище має овалоподібну форму — 150×90 м. У ході розкопок тут виявлені сліди укріплень (у XIX–XX століттях їх повністю знівелювали оранкою). Культурний шар XII–XIII століть має яскраво виражений міський характер (у тому числі знайдено фрагменти плінфи). З північного заходу до дитинця прилягав відкритий посад (близько 8 га). На річці існувала, очевидно, пристань, що з'єднувалася з дитинцем захищеною валами дорогою.